# いま、そこにある危機
『いま、そこにある危機』（いまそこにあるきき、原題：Clear and Present Danger）は、トム・クランシー作、1989年8月17日出版の政治スリラー小説である。原題は「明白かつ現在の危険」を意味する。
『クレムリンの枢機卿』（1988年）の続編で、主人公のジャック・ライアンが中央情報局（CIA）の情報担当の副長官代理に就任し、コロンビアを拠点とする麻薬カルテルとの秘密作戦争について、それを行っている同僚たちに秘密にされていることを知る。本書は『ニューヨーク・タイムズのベストセラーリスト』で初登場1位を獲得した。1994年8月3日には、ハリソン・フォードが再びライアン役で主役を演じる映画『今そこにある危機』が公開された。

## あらすじ
再選を目指すアメリカ大統領は、彼の政権による麻薬戦争の失敗を訴えアメリカ国民の心を掴んだオハイオ州知事、J・ロバート・ファウラーという激しい対抗馬に出会う。これにより、国家安全保障問題担当大統領補佐官ジェイムズ・カッターは、コロンビアでの違法な麻薬取引を妨害する目的で、コロンビア国内で秘密工作を始めるのに役立つ機会を得た。CIA副長官（作戦担当）ロバート・リッターとCIA長官アーサー・ムーアの支援を受けて、計画にはヒスパニック系の軽歩兵部隊をコロンビア国内に投入し、カルテルが使用する仮設滑走路を張り込ませ（「ショーボート」）、F-15イーグルが麻薬飛行を阻止できるようにすること（「イーグル・アイ」）が含まれる。さらに、カルテル経営者間の携帯電話通信は、ショーボートの通信部門でもある「ケイパー」を通して傍受される。
一方、アメリカ沿岸警備隊の監視艦（カッター）「パナッシュ」はカリブ海でヨットを臨検し、パナッシュの乗組員は、船主とその家族を殺害した後に船を掃除している2人のヒスパニック系の男を発見する。模擬裁判と模擬処刑を通して、沿岸警備隊員は殺人者に罪を自白させる。のちに、殺害された船主は、コロンビアの麻薬カルテルの資金洗浄計画に関与していた実業家であったことが判明した。その後、連邦捜査局（FBI）は、欧米の複数の銀行から資金洗浄された資金と、ショッピングモールなどの物的資産を押収し、その額は6億5000万ドルを超えた。
FBIがカルテルの資金を押収したことで、アメリカ人実業家の殺人を命じた麻薬カルテルのリーダー、エルネスト・エスコベドを激怒させる。一方、彼の諜報員である元キューバ軍将校フェリクス・コルテスは、エミール・ジェイコブズFBI長官がコロンビアの司法長官を公式訪問することを知る。エスコベドはコルテスに知らせずにジェイコブズの暗殺を命じる。ボゴタ市に到着すると、FBI長官の車列は待ち伏せされ、FBI長官をはじめ、麻薬取締局長および駐コロンビア米国大使が殺害された。激怒した大統領は、レサプラシティ（相互作用）作戦を承認し、カッターの作戦を強化し、エスコベドの麻薬組織に宣戦布告した。
その後、複数のカルテルメンバーが会議をしている麻薬密売組織の邸宅に精密爆撃を行い、中にいた全員を殺す。エスコベドは会議に出席せず代理にコルテスを寄こしたが、コルテスは遅れてしまい、その結果、爆発を目の当たりにする。コルテスは後に、アメリカ人がコロンビアの麻薬カルテルに対して作戦を行っていると推測するが、それに合わせて、カルテル内の抗争を企み、権力を握る立場になることを目論む。彼は米国の部隊を追い詰めるため傭兵を派遣し、その後、秘密の会談でカッターを脅し、米国への麻薬の輸出を減らす見返りに、カルテルに対するすべての秘密作戦を停止させた。
一方、上司のジェームズ・グリーア提督が膵臓癌で入院した後、元海兵隊員でCIA副長官代行（情報担当）を務めるジャック・ライアンは、コロンビア情勢へのCIAの関与を疑う。彼の立場はほとんどの作戦を把握できるが、南米で起きていることについては自分が蚊帳の外に置かれていることに気づく。彼の友人である戦闘機パイロットのロビー・ジャクソンがこの地域の活動についてライアンに問いただした後、ライアンはその真相を究明しようと決意する。彼はリッターのファイルに侵入することで秘密作戦について知る。激怒した彼はFBIに助けを求め、その後、CIAの現場要員でケイパーを調整している元海軍特殊部隊シールズ隊員であるジョン・クラークに会う。
政治的影響を避けるために、カルテルに対するすべての秘密作戦を打ち切るよう大統領から命じられたカッターは、コルテスとの秘密会談の後にそれを実行する。カッターはコロンビアに駐留する米国の部隊の座標をコルテスに密かに伝え、コルテスが追い詰められるようにした。彼らの会談はFBIが監視しており、ライアンとクラークは憤慨した。彼らはコロンビアに取り残された米国の部隊を救出するため、米空軍の特殊作戦用ヘリコプターを使用してチームを組む。その結果、グリーアの葬儀を欠席することになり、ムーアとリッターが疑念を抱く。救助隊は、コロンビアで米兵を狙う傭兵から犠牲者を出したが、生存者の救出に成功する。そのうちの1人がドミンゴ(ディング)・シャベス二等軍曹である。その後、チームはカルテルの指揮所を急襲しコルテスとエスコベドを捕らえる。
クラークに背信の証拠を突き付けられたカッターは、ランニング中にバスの前に飛び込んで自殺する。ライアンは、コロンビアでの秘密作戦について彼に知らせず、戦争を起こしかけたことで、反抗的な大統領と対立する。情報監視特別委員会の共同委員長に説明した後、大統領は作戦を隠し、関係者の名誉を守るために、わざとファウラーに選挙を丸投げする。
エスコベドはカルテルの仲間の首長に引き渡され、きっと処刑されるだろう。コルテスは後にキューバに送還され、元DGIの同僚からは裏切り者の烙印を押された。一方、クラークはシャベスを自分の庇護下に置いて、彼をCIAに採用する。

## 登場人物

### CIA
- ジャック・ライアン - CIA情報担当副長官代行。本作の主人公。通称"ドクター・ライアン"（ライアン博士の意）。
- ロバート・リッター - CIA作戦担当副長官。通称"ボブ"。
- ジェームズ・グリーア - CIA情報担当副長官、海軍中将。通称"グリーア提督"。
- アーサー・ムーア - CIA長官。通称"判事"。
- ジョン・クラーク - CIA工作員。過去にグリーアによりCIAにスカウトされた（『容赦なく』）。リッターの指示でコロンビア潜入部隊の選抜・訓練・指揮を行う。本名ジョン・テレンス・クラーク。
- カルロス・ラーソン - コロンビア駐在のCIA工作員。カルテルと頻繁に取引を行う一般航空会社のパイロットおよび飛行教官として秘密裏に活動している。

### FBI
- エミール・ジェイコブズ - FBI長官。『愛国者のゲーム』からFBI長官であったが、本作でテロリストの襲撃を受け死亡。
- ビル・ショー - FBI主席長官補。通称"ビル"、本名ウィリアム・コナー・ショー。ライアンと親しい。
- ダン・マリー - FBI長官補代理。通称"ダン"、本名ダニエル・E・マリー。ビルとはFBIアカデミーの同期。
- モイラ・ウルフ - FBI長官ジェイコブズの秘書で未亡人。コルテスに誘惑され、ジェイコブズとFBIの動き、特にコロンビアの検事総長への極秘訪問に関する情報を漏らしてしまう。コルテスの正体を悟って服薬自殺を図るが、一命をとりとめる。
- マーク・ブライト - アラバマ州モービルのFBI地方局支局長補佐。カリブ海のヨットでアメリカ人実業家とその家族を殺害したヒスパニック系の2人組が関与する海賊事件を担当する。

### アメリカ政府
- 大統領（無名） - 本作品中では「大統領」とのみ表現される。
- ジェイムズ・カッター - 国家安全保障問題担当大統領補佐官、海軍中将。本名ジェイムズ・A・カッター・ジュニア。
- ロバート・ファウラー - オハイオ州知事であり大統領選挙での現職大統領の主な対抗馬。本名ジョナサン・ロバート・ファウラー。

### 麻薬カルテル
- エルネスト・エスコベド - 麻薬カルテルのボス。実在した組織はメデジン・カルテルを、実在した麻薬王はパブロ・エスコバルを参照。
- フェリクス・コルテス - エスコベドの警備および諜報の最高責任者で、キューバの諜報機関（DGI: Dirección General de Inteligencia）の元大佐。

### コロンビア潜入部隊

#### チーム「ナイフ」
- ラミレス大尉 - チームナイフの指揮官。麻薬カルテルとの戦いで瀕死の重傷を負って捕まり、コルテスによって安楽死させられた。
- ドミンゴ・シャベス - 米陸軍の二等軍曹。チームナイフでは斥候を務める。ヒスパニック系で元ロサンゼルスの不良少年。
- フリオ・ベガ - 二等軍曹、チームナイフでは機銃手を務める。
- インヘレス - 軍曹、チームナイフの通信兵。
- オリベロ - 軍曹、チームナイフの衛生兵。

#### チーム「バナー」
- エミリオ・ロハス大尉 - チームバナーの指揮官。麻薬カルテルとの戦いで戦死。
- バート・レオン - 二等軍曹。チームバナーに配属された。
- エステベス - チームバナーの隊員。麻薬カルテルとの戦いで戦死。
- デルガド - チームバナーの隊員。麻薬カルテルとの戦いで戦死。

### アメリカ軍関係者
- レッド・ウェゲナー - アメリカ沿岸警備隊の警備艦「パナッシュ」の艦長。「救難活動の王者」の愛称で呼ばれる。
- バック・ジマー - 米空軍の上級曹長。通称"ジマー曹長"。コロンビア潜入部隊の空中投入、およびその後の救出作戦に使用されたヘリコプターMH-53 通称ペイヴ・ロウの乗務員長。救出の際に地上からの銃撃で致命傷を負った結果、ライアンの腕の中で亡くなる。ライアンは彼の家族であるフロリダに住むラオス人の妻と7人の子供たちを経済的に助けることを誓い、その約束を守る。
- ポール・ジョンズ - フロリダの第1特殊作戦航空団所属の米空軍大佐。コロンビア潜入のヘリコプターMH-53ペイヴ・ロウ指揮官。
- ロバート・ジェファーソン（ロビー）・ジャクソン - 空母レインジャーの海軍パイロット。
- ジェフ・ウィンターズ - 通称"ブロンコ"。作戦名イーグルアイに参加した米空軍F-15パイロット。

## テーマ
「いま、そこにある危機」は、ディストピア小説の作品と言われている。政治的および軍事的権力の乱用や、民主主義社会で違法とされる行為に対して誰も責任を問われない政府の官僚制度の危険性の対処について述べている。本書はイラン・コントラ事件の頃に発売され、小説と多くの類似点がある。さらに、本書が出版された頃にも大きな問題であった麻薬戦争が法執行機関を腐敗させており、この闘争の中で現状が実施されているという物語を押し出している。

## 評価

### 売上
この本はニューヨーク・タイムズのベストセラーリストで1位を獲得し、ペーパーバック版と同様に数年間ヒットチャートに留まっている。上製本で1,625,544部を売り上げ、1980年代のベストセラー小説となった。

### 批評
本書は広く批評家たちからの称賛を受けた。ワシントン・ポスト紙は「刺激的な冒険」や「パチパチと音を立てる良い物語」として称賛した。ニューヨーク・タイムズ紙はそのレビューで次のように述べている。「提起された問題は現実の問題であり、見出しの1歩先を行くものです。」パブリッシャーズ・ウィークリーは、「レッド・オクトーバーを追え」以来のクランシーの最高の作品として支持した。

### 年間ヒットチャート
- 5位 – David Stupich、The Milwaukee Journal[8]

## 映画化
本書は長編映画化され、1994年8月3日に公開された。ハリソン・フォードは前作「パトリオット・ゲーム」（1992）からライアン役を再演し、ウィレム・デフォーがクラークを演じた。この映画は好評を博し、米国の映画評論サイト「ロッテン・トマト」は40件のレビューに基づいて80％の評価を与えている。興行的に大きな成功を収め、その収入は2億ドルを超える。
前作「パトリオット・ゲーム」と同様に、クランシーは脚本の変更により、この映画に満足していなかった。彼は「パトリオット・ゲーム」の制作開始前に書かれた、原作に近いジョン・ミリアスの最初の脚本を好んだ。しかし、ライアンが中心人物でないという理由で、ドナルド・スチュワートがパラマウント映画に雇われて脚本を書き直したとき、クランシーは新しい脚本を「本当にひどい」と酷評し、その技術的な不正確さを批判した。 「まず最初に」とクランシーは続け「『いま、そこにある危機』は、1980年代のベストセラー小説の1位でした。この小説の基本的な話の筋にはある程度の品質があったと結論付けることができるでしょう。では、なぜ本のほぼすべての側面が捨てられたのでしょうか?」ライアンが大統領と個人的に対峙するのではなく、秘密作戦について議会の前に証言するという異なる結末について、ハリソン・フォードは次のように述べた。「私たちはクランシーがこのテーマに持ち込んだ政治的な偏見を少し和らげました。それは私たちが情に流され過ぎるリベラルだからではなく、荷物の一部を下して、自分たちの2本の足で歩けるようにしたかったからです。」
2018年のエンターテインメント・ウィークリーとのインタビューで、「トム・クランシー/ CIA分析官 ジャック・ライアン」の原案者であるカールトン・キューズとグラハム・ローランドは、当初は「いま、そこにある危機」のテレビドラマ化を選択していたことを明かした。その後、ローランドは次のように説明した。「約1か月後、クランシーの本が非常にうまくいったのは、書かれた時期に合っていたためだと気づきました。そのため、私たちは彼がしたことの精神を受け継いで、私たち自身のオリジナルストーリーを創らなければなりませんでした。」